# اريك راسموسن (طبيب)
اريك راسموسن (بالإنجليزية: Eric Rasmussen)‏ هو طبيب أمريكي، ولد في 17 مارس 1957 في ساكرامنتو في الولايات المتحدة.